# Arnold Maas
Arnoldus Josephus Wilhelmus (Arnold) Maas (Rotterdam, 4 mei 1909 – Veracruz, 27 november 1981) was een Nederlandse dominicaan, schilder en glazenier. Hij droeg de kloosternaam Marcolinus (Spaans: Marcolino) en wordt ook wel vermeld als Marcolino Maas of Arnaldo Maas.

## Leven en werk
Maas was een zoon van Arnoldus Johannes Josephus Maas (1870-1944) en Maria Margaretha Pompe (1877-1931). Hij groeide op tegenover de Allerheiligst Hart van Jezuskerk in Rotterdam, waar hij als misdienaar diende. Hij bezocht het Dominicus College in Nijmegen en trad in 1928 toe tot de orde der dominicanen. Hij studeerde studeerde Spaans in Spanje en vertrok na zijn priesterwijding (1934) als missionaris naar Puerto Rico. Hij schilderde en aquarelleerde in zijn vrije tijd. In 1946 kreeg hij toestemming om zich als kunstenaar te scholen. Hij ging in de leer bij de Nederlandse glazenier Joep Nicolas, die in die tijd in het atelier Rambusch in New York werkte. Hij volgde daarnaast schilderlessen bij Rufino Tamayo in New York en bij Cristóbal Riuz aan de universiteit van Puerto Rico, die in 1948 zijn portret schilderde. Nicolas had een opdracht gekregen voor twintig ramen voor de kathedraal in Brooklyn. Toen hij in 1958 weer naar Nederland verhuisde, werd Maas gevraagd de laatste tien ramen te maken.
Maas exposeerde onder meer bij het Cincinnati Art Museum, de Corning Museum of Glass in New York en het Instituto de Cultura Puertorriqueña. Hij kreeg opdrachten voor glas-in-lood- en glas-in-betonramen, kruisbeelden en muurschilderingen in Amerika en Nederland. Maas overleed in 1981, op 72-jarige leeftijd. Vijf jaar later gaf zijn weduwe zijn biografie uit. Ter herdenking van 500 jaar dominicanen in Puerto Rico, werd in 2011-2012 een duo-expositie gehouden in het Museo de Las Américas in San Juan, met werk van Maas en de schilder Eric Tabales.

## Werken (selectie)
- muurschilderingen voor de H. Familiekerk (1948), Curaçao[5]
- kruisbeeld (ca. 1951) voor de kerk van San Martin de Porres in Cataño, Puerto Rico[6]
- glas-in-loodramen gewijd aan het Heilig Hart (1956) voor de Maria Geboortekerk in Nijmegen
- glas-in-loodramen over de vijftien geheimen van de rozenkrans (1956), voor de kapel van het Dominicanenklooster in Huissen. Uitgevoerd in het atelier van Gerard Mesterom.
- glas in lood (1957) voor het Albertinum in Nijmegen
- glas-in-loodramen (1958) voor de Cathedral Basilica of St. James in Brooklyn